# کاپیرا
کاپیرا (به اسپانیایی: Cúpira) یک شهر در ونزوئلا است که در Pedro Gual واقع شده‌است.